# Okha, Indien
Okha är en ort i Indien.   Den ligger i distriktet Jāmnagar och delstaten Gujarat, i den västra delen av landet, 1 100 km sydväst om huvudstaden New Delhi. Okha ligger 7 meter över havet och antalet invånare är 21 048.
Terrängen runt Okha är mycket platt. Havet är nära Okha åt nordost.  Det finns inga andra samhällen i närheten. 